# Сурат (Жамбылская область)
Сурат (каз. Сұрат) — село в Меркенском районе Жамбылской области Казахстана. Административный центр Суратского сельского округа. Находится примерно в 15 км к востоку от районного центра, села Мерке. Код КАТО — 315446100.

## Население
В 1999 году население села составляло 1477 человек (768 мужчин и 709 женщин). По данным переписи 2009 года, в селе проживало 1585 человек (812 мужчин и 773 женщины).